# سرياقوس
سرياقوس إحدى قرى مركز الخانكة التابع لمحافظة القليوبية بجمهورية مصر العربية.

## التاريخ
ذكرها علي مبارك في كتابه الخطط التوفيقية، حيث ذكر أنها قرية في مديرية القليوبية بقسم الخانقاه، وأن بها جامع بمنارة وأراضي للخديوي إسماعيل، ويكثر فيها زراعة البصل والتنباك وقصب السكر، وينتج أهلها عسل له شهرة فعُرف بالعسل السرياقوسي. وقد نقل علي مبارك عن خطط المقريزي أن السلاطين والأمراء كانوا يستطيبون هوائها، وأن إنشائها كان على يد الناصر محمد بن قلاوون عام 723 هـ.

## البنية التحتية
تتوافر بالقرية الخدمة الصحية من خلال وحدة صحية. كما تعاني القرية من ارتفاع منسوب المياه الجوفية في القرية، مما تسبب في انهيار 5 منازل في القرية عام 2011.

## السكان
بلغ عدد سكان سرياقوس 22,805 نسمة، حسب الإحصاء الرسمي لعام 2006.